# Schildkrötenköpfige Seeschlangen
Emydocephalus ist eine Schlangengattung aus der Unterfamilie der Seeschlangen (Hydrophiinae) innerhalb der Familie der Giftnattern (Elapidae).

## Merkmale und Lebensweise
Die Seeschlangen haben eine Gesamtlänge von 70–120 cm. Hinter ihren sehr kleinen Giftzähnen sind keine Oberkieferzähne vorhanden. Am Körper sind die Schuppen in 15 bis 19 Längsreihen angeordnet. Die Schlangen sind als Seeschlangen aquatisch, sie sind lebendgebärend (vivipar) und giftig. Ihre bevorzugte Beute ist Fischlaich. Namensgebend ist der kurze und stumpfe Kopf.

## Verbreitungsgebiet und Gefährdungsstatus
Die Schlangen der Gattung sind von Südostasien bis Australien verbreitet.
Die Arten Emydocephalus annulatus und Emydocephalus ijimae sind von der IUCN als nicht gefährdet („Least Concern“) eingestuft.

## Systematik
Gattung und Typusart wurden 1869 von dem australischen Herpetologen Johann Ludwig Gerard Krefft erstbeschrieben. Ihr werden 3 Arten zugeordnet, die im Folgenden nach Taxon sortiert aufgelistet sind (Stand November 2023):
| Taxon                   | Trivialname                             | Erstbeschreibung                                                       | Verbreitungsgebiet | IUCN |
| ----------------------- | --------------------------------------- | ---------------------------------------------------------------------- | --- | ---- |
| Emydocephalus annulatus | Eierfressende Seeschlange               | Krefft, 1869                                                           | Timor, Neukaledonien, Vietnam, Philippinen, Australien (Northern Territory, Queensland, Western Australia, New South Wales) | 2010 |
| Emydocephalus ijimae    | Japanische Schildkrötenkopf-Seeschlange | Stejneger, 1898                                                        | China, Taiwan, Japan (Ryūkyū-Inseln)                                                                                        | 2010 |
| Emydocephalus orarius   |                                         | Nankivell, Goiran, Hourston, Shine, Rasmussen, Thomson & Sanders, 2020 | Australien (Western Australia)                                                                                              | (NE) |